# Anna Huttunen
Anna Huttunen (Copenhague) es una política finlandesa, experta en tecnologías sobre el impacto del carbono e impulsora de la movilidad sostenible en la ciudad de Lahti. En 2023 fue nombrada una de las mujeres más influyentes del año por la BBC.

## Trayectoria
Huttunen impulsó la movilidad sostenible en la ciudad finladesa de Lahti, que fue Capital Verde Europea en 2021. Trabajó en esa ciudad para transformar la conectividad, mejorando la movilidad a pie y en bicicleta, impulsando el transporte multimodal. Entre 2018 y 2022, para impulsar la movilidad baja en carbono, creó la primera aplicación para que los ciudadanos obtuvieran créditos usando transportes menos contaminantes. El proyecto se denominó CitiCAP. En 2022 empezó a trabajar para Net Zero Cities, que asesora a 112 ciudades para conseguir la neutralidad de carbono para 2030.

## Reconocimientos
Fue reconocida por la BBC como una de las 100 mujeres más inspiradoras de 2023.